# Lou (jezik)
Lou jezik (ISO 639-3: loj), jezik istočnoadmiralske podskupine oceanijskih jezika koji se govori na otoku Lou u provinciji Manus, Papua Nova Gvineja. Ima tri dijalekta od kojih je rei najdominantniji. Različit je od lou ili torricelli jezik iz porodice torricelli i drugog istoimenog jezika u provinciji Gulf koji se naziva i kaki ae. 
Oko 1 000 govornika (1994 SIL).

## Vanjske poveznice
- Ethnologue (14th)
- Ethnologue (15th)